# آب‌انبار درویش
آب‌انبار درویش مربوط به دوره قاجار است و در کاشان، حد فاصل میدان قاضی اسدالله و مزار فیض واقع شده و این اثر در تاریخ ۱۷ اسفند ۱۳۸۱ با شمارهٔ ثبت ۷۶۶۹ به‌عنوان یکی از آثار ملی ایران به ثبت رسیده است.